# Aloe uvaria
Aloe uvaria é uma espécie de liliopsida do gênero Aloe, pertencente à família Asphodelaceae.